# Уайт, Мэтт
Мэтт Уайт (англ. Matt White) ― американский певец и автор песен. Его дебютный полноформатный альбом Best Days, выпущенный лейблом Geffen Records, достиг 4-го места в чарте Top Heatseekers от Billboard.

## Биография
Уайт родился в Энглвуде, штат Нью-Джерси, и вырос в Нью-Йорке. Он начал играть на фортепиано в возрасте трех лет и вырос на классической музыке. В 11 лет он написал оперу. В 1996 году Уайт переехал в Висконсин, чтобы поступить в колледж, и начал карьеру певца. Во время учебы в Университете Висконсин–Мэдисон он научился играть на гитаре.
После окончания колледжа Уайт вернулся в Нью-Йорк, где продолжил выступать в качестве уличного музыканта, распевая песни на углах улиц и в парке Вашингтон-сквер. В конце концов он начал выступать в таких клубах, как Joe's Pub и the Living Room. Фанат отправил MP3-версию песни Уайта "Miracles" представителю A&R в Geffen Records; его музыка в сочетании с более чем 50 000 друзьями на MySpace привели к тому, что Уайту предложили контракт на запись с Geffen Records. В 2006 году Уайт дебютировал с мини-альбомом Do You Believe, разошедшимся тиражом в 100 000 копий.
18 сентября 2007 года был выпущен его первый полноформатный альбом Best Days на лейбле Geffen Records. Музыка была очень позитивно воспринята как музыкальными критиками, так и массовой аудиторией. Видеоклип на песню «Best Days» продержался в чарте VH1 Top 20 Video Countdown 16 недель, достигнув 6-го места в этом списке. Альбом достиг 4-й строчки в чарте новых исполнителей Billboard и заслужил высокие оценки прессы. Журнал Rolling Stone включил его в список «10 артистов, на которых стоит обратить внимание». 
Музыка Уайта прозвучала в телесериалах Холм одного дерева, «Лагуна Бич», «Как насчет Брайана», «Холмы», «Люди в деревьях», а также в фильмах «Она — мужчина», «Маленький Манхэттен», «Шрек Третий», «Однажды в Вегасе», «Потому что я так хочу». 

## Дискография
- Do You Believe (2003)
- Best Days (2007)
- It's the Good Crazy (2010)
- Shirley (2013)[5]
- Love Songs (2012) - EP